# Bullet (Suíça)
Bullet é uma comuna da Suíça, situada no distrito de Jura-Nord Vaudois, no cantão de Vaud. Tem 16,85 km² de área e sua população em 2018 foi estimada em 655 habitantes.